# Canton de Dun-sur-Auron
Le canton de Dun-sur-Auron est une circonscription électorale française située dans le département du Cher et la région Centre-Val de Loire.
À la suite du redécoupage cantonal de 2014, les limites territoriales du canton sont remaniées. Le nombre de communes du canton passe de 12 à 32.

## Histoire
Un nouveau découpage territorial du Cher entre en vigueur en mars 2015, défini par le décret du 21 février 2014, en application des lois du 17 mai 2013 (loi organique 2013-402 et loi 2013-403). Les conseillers départementaux sont, à compter de ces élections, élus au scrutin majoritaire binominal mixte. Les électeurs de chaque canton élisent au Conseil départemental, nouvelle appellation du Conseil général, deux membres de sexe différent, qui se présentent en binôme de candidats. Les conseillers départementaux sont élus pour 6 ans au scrutin binominal majoritaire à deux tours, l'accès au second tour nécessitant 12,5 % des inscrits au 1er tour. En outre la totalité des conseillers départementaux est renouvelée. Ce nouveau mode de scrutin nécessite un redécoupage des cantons dont le nombre est divisé par deux avec arrondi à l'unité impaire supérieure si ce nombre n'est pas entier impair, assorti de conditions de seuils minimaux. Dans le Cher, le nombre de cantons passe ainsi de 35 à 19. Le nombre de communes du canton de Dun-sur-Auron passe de 12 à 32.
Le nouveau canton est formé de communes des anciens cantons de Dun-sur-Auron, de Charenton-du-Cher et de Sancoins.
Le canton s'appelait « Dun-le-Roi » à la fin du XIXe siècle.

## Géographie
Ce canton est organisé autour de Dun-sur-Auron dans l'arrondissement de Saint-Amand-Montrond. Son altitude varie de 142 m (Saint-Denis-de-Palin) à 249 m (Chalivoy-Milon) pour une altitude moyenne de 174 m.

## Représentation

### Conseillers d'arrondissement (de 1833 à 1940)
| Période                                  | Période | Identité                                  | Étiquette                       | Qualité |
| ---------------------------------------- | ------- | ----------------------------------------- | ------------------------------- | --- |
| 1833                                     | 1836    | Comte Heurtault de Lammerville ainé       |                                 | Ancien officier, propriétaire à Dun-le-Roi                                                                  |
| 1836                                     | 1848    | Pierre Gustave Boytières de Saint-Georges |                                 | Propriétaire à Dun-le-Roi, nommé maire en 1847                                                              |
| 1848                                     |         | Edmond Lionnet                            |                                 | Négociant et propriétaire à Bourges                                                                         |
|                                          |         |                                           |                                 | |
| 1852                                     |         | Jules Degoy                               |                                 | Receveur de l'enregistrement à Dun-le-Roi, propriétaire à Osmery                                            |
|                                          |         |                                           |                                 | |
| 1871                                     | 1883    | François Auguste Massé des Billons        |                                 | Propriétaire à Chalivoy-Milon                                                                               |
| 1883                                     | 1889    | Hippolyte Périot                          | Socialiste                      | Industriel corroyeur, maire de Dun-le-Roi                                                                   |
| 1889                                     | 1895    | Edme Bigot                                |                                 | Vétérinaire à Dun-le-Roi                                                                                    |
| 1895                                     | 1907    | Henri Chavanne                            | Républicain modéré puis Radical | Maire de Dun-le-Roi                                                                                         |
| 1907                                     | 1913    | François Lagarde                          | Conservateur                    | Agriculteur, adjoint au maire d'Osmery                                                                      |
| 1913                                     | 1931    | Alphonse Crogny                           | Radical                         | Maire de Chalivoy-Milon                                                                                     |
| 1931                                     | 1940    | Henry Lesage                              | Radical                         | Président des anciens coloniaux du Cher                                                                     |
| 1940                                     |         |                                           |                                 | Les conseils d'arrondissement ont été suspendus par la loi du 12 octobre 1940 et n'ont jamais été réactivés |
| Les données manquantes sont à compléter. |         |                                           |                                 | |

### Conseillers généraux de 1833 à 2015
| Période        | Période          | Identité                                  | Étiquette             | Qualité |
| -------------- | ---------------- | ----------------------------------------- | --------------------- | --- |
| 1833           | 1836             | M. Picard                                 |                       | Maire de Dun-le-Roi |
| 1836           | 1842             | Antoine Boin                              | Centre gauche         | Médecin - Député (1815-1823 et 1824-1827) Maire de Saint-Denis-de-Palin |
| 1842           | 1852             | François Ferdinand Boin                   |                       | Procureur de la République à Saint-Amand |
| 1852           | 1864             | Pierre-Gustave Boytières de Saint-Georges |                       | Propriétaire du château et maire de Dun-le-Roi, ancien conseiller d'arrondissement |
| 1864           | 1880             | François Ferdinand Boin                   | Droite                | Conseiller à la Cour impériale d'Orléans puis Président de chambre à la Cour d'appel de Bourges                                                                                        |
| 1880           | 1904             | Casimir Lesage                            | Rad.                  | Agriculteur, maire de Verneuil Député (1885-1889, 1893-1910) |
| 1904           | 1940             | Gustave Vinadelle                         | Républicain puis Rad. | Inspecteur départemental de l'enseignement technique Maire de Dun-sur-Auron Nommé membre de la Commission administrative départementale en 1941 Nommé conseiller départemental en 1943 |
|                |                  |                                           |                       | |
| 1945           | 1951             | Louis Ponroy                              | Rad.                  | Économe à la colonie familiale de Dun-sur-Auron |
| 1951           | 1982             | Jacques Chartier (1911-1987)              | DVD                   | Notaire Maire de Dun-sur-Auron |
| 1982           | 1994             | Bernard Boussard (1923-2013)              | DVD                   | Huilier Maire de Dun-sur-Auron |
| 1994           | 2002 (démission) | Louis Cosyns                              | RPR                   | Agent général d'assurances Député (2002-2012) Maire de Dun-sur-Auron depuis 1995 |
| 6 octobre 2002 | 2015             | Henri Pain                                | RPR-DVD               | Principal de collège Conseiller municipal de Dun-sur-Auron |

### Conseillers départementaux à partir de 2015
| Période élective | Période élective | Mandat | Mandat   | Identité            | Nuance | Nuance | Qualité |
| ---------------- | ---------------- | ------ | -------- | ------------------- | ------ | ------ | --- |
| 2015             | 2021             | 2015   | 2021     | Pascal Aupy         |        | LR     | Agriculteur 6ème Vice-Président du Conseil départemental Maire de Charenton-du-Cher Ancien conseiller général du Canton de Charenton-du-Cher                                   |
| 2015             | 2021             | 2015   | 2021     | Marie-Pierre Richer |        | LR     | Première adjointe au maire de Dun-sur-Auron (2001 → 2019) Présidente de la Communauté de communes Le Dunois (2008 → 2018) Sénatrice (rattachée au groupe LR) du Cher (2019 → ) |
| 2021             | 2028             | 2021   | en cours | Didier Brugère      |        | DVD    | Ingénieur retraité Conseiller municipal de Charenton-du-Cher, 11e vice-président chargé de l’environnement et de l’eau                                                         |
| 2021             | 2028             | 2021   | en cours | Marie-Pierre Richer |        | LR     | Conseillère sortante |

### Résultats détaillés

#### Élections de mars 2015
À l'issue du 1er tour des élections départementales de 2015, deux binômes sont en ballottage : Pascal Aupy et Marie-Pierre Richer (Union de la Droite, 42,92 %) et Patrick Enocq et Fabienne Saitz (FN, 30,39 %). Le taux de participation est de 55,09 % (6 664 votants sur 12 097 inscrits) contre 51 % au niveau départementalet 50,17 % au niveau national.
Au second tour, Pascal Aupy et Marie-Pierre Richer (Union de la Droite) sont élus avec 63,09 % des suffrages exprimés et un taux de participation de 54,77 % (3 707 voix pour 6 627 votants et 12 099 inscrits).

#### Élections de juin 2021
Le premier tour des élections départementales de 2021 est marqué par un très faible taux de participation (33,26 % au niveau national). Dans le canton de Dun-sur-Auron, ce taux de participation est de 33,56 % (3 885 votants sur 11 575 inscrits) contre 32,99 % au niveau départemental. À l'issue de ce premier tour, deux binômes sont en ballottage : Didier Brugère et Marie-Pierre Richer (DVD, 69,53 %) et Edouard Desnos et Nathalie Ducorney (RN, 30,47 %).
Le second tour des élections est marqué une nouvelle fois par une abstention massive équivalente au premier tour. Les taux de participation sont de 34,3 % au niveau national, 34,03 % dans le département et 33,47 % dans le canton de Dun-sur-Auron. Didier Brugère et Marie-Pierre Richer (DVD) sont élus avec 71,07 % des suffrages exprimés (2 592 voix pour 3 874 votants et 11 575 inscrits),,. 

## Composition

### Composition avant 2015
Le canton de Dun-sur-Auron regroupait douze communes.
| Nom                       | Code Insee | Codepostal  | Superficie (km2) | Population (dernière pop. légale) | Densité (hab./km2) |
| ------------------------- | ---------- | ----------- | ---------------- | --------------------------------- | ------------------ |
| Dun-sur-Auron (chef-lieu) | 18087      | 18130       | 50,09            | 4 293 (2012)                      | 86                 |
| Bussy                     | 18040      | 18130       | 26,69            | 361 (2012)                        | 14                 |
| Chalivoy-Milon            | 18045      | 18130       | 19,61            | 476 (2012)                        | 24                 |
| Cogny                     | 18068      | 18130       | 16,69            | 40 (2012)                         | 2,4                |
| Contres                   | 18071      | 18130       | 16,03            | 35 (2012)                         | 2,2                |
| Lantan                    | 18121      | 18130       | 13,36            | 105 (2012)                        | 7,9                |
| Osmery                    | 18173      | 18130 18350 | 26,60            | 284 (2012)                        | 11                 |
| Parnay                    | 18177      | 18130       | 17,28            | 47 (2012)                         | 2,7                |
| Raymond                   | 18191      | 18130       | 9,24             | 217 (2012)                        | 23                 |
| Saint-Denis-de-Palin      | 18204      | 18130       | 30,51            | 344 (2012)                        | 11                 |
| Saint-Germain-des-Bois    | 18212      | 18340       | 29,00            | 607 (2012)                        | 21                 |
| Verneuil                  | 18277      | 18210       | 11,04            | 38 (2012)                         | 3,4                |

### Composition à partir de 2015
Le nouveau canton de Dun-sur-Auron comprend trente-deux communes entières.
| Nom                                   | Code Insee | Intercommunalité       | Superficie (km2) | Population (dernière pop. légale)          | Densité (hab./km2) | Modifier                                    |
| ------------------------------------- | ---------- | ---------------------- | ---------------- | ------------------------------------------ | ------------------ | ------------------------------------------- |
| Dun-sur-Auron (bureau centralisateur) | 18087      | CC Le Dunois           | 50,09            | 3 566 (2022)                               | 71                 | modifier les données · modifier les données |
| Arpheuilles                           | 18013      | CC Cœur de France      | 48,01            | 301 (2022)                                 | 6,3                | modifier les données · modifier les données |
| Augy-sur-Aubois                       | 18017      | CC Les Trois Provinces | 30,46            | 284 (2022)                                 | 9,3                | modifier les données · modifier les données |
| Bannegon                              | 18021      | CC Le Dunois           | 21,08            | 246 (2022)                                 | 12                 | modifier les données · modifier les données |
| Bessais-le-Fromental                  | 18029      | CC Cœur de France      | 25,75            | 293 (2022)                                 | 11                 | modifier les données · modifier les données |
| Bussy                                 | 18040      | CC Le Dunois           | 26,69            | 357 (2022)                                 | 13                 | modifier les données · modifier les données |
| Chalivoy-Milon                        | 18045      | CC Le Dunois           | 19,61            | 380 (2022)                                 | 19                 | modifier les données · modifier les données |
| Charenton-du-Cher                     | 18052      | CC Cœur de France      | 47,89            | 999 (2022)                                 | 21                 | modifier les données · modifier les données |
| Chaumont                              | 18060      | CC Les Trois Provinces | 2,11             | 46 (2022)                                  | 22                 | modifier les données · modifier les données |
| Cogny                                 | 18068      | CC Le Dunois           | 16,69            | 32 (2022)                                  | 1,9                | modifier les données · modifier les données |
| Contres                               | 18071      | CC Le Dunois           | 16,03            | 34 (2022)                                  | 2,1                | modifier les données · modifier les données |
| Coust                                 | 18076      | CC Cœur de France      | 21,89            | 430 (2022)                                 | 20                 | modifier les données · modifier les données |
| Givardon                              | 18102      | CC Les Trois Provinces | 21,90            | 302 (2022)                                 | 14                 | modifier les données · modifier les données |
| Grossouvre                            | 18106      | CC Les Trois Provinces | 15,75            | 264 (2022)                                 | 17                 | modifier les données · modifier les données |
| Lantan                                | 18121      | CC Le Dunois           | 13,36            | 95 (2022)                                  | 7,1                | modifier les données · modifier les données |
| Mornay-sur-Allier                     | 18155      | CC Les Trois Provinces | 21,62            | 417 (2022)                                 | 19                 | modifier les données · modifier les données |
| Neuilly-en-Dun                        | 18161      | CC Les Trois Provinces | 29,46            | 225 (2022)                                 | 7,6                | modifier les données · modifier les données |
| Neuvy-le-Barrois                      | 18164      | CC Les Trois Provinces | 41,98            | 147 (2022)                                 | 3,5                | modifier les données · modifier les données |
| Osmery                                | 18173      | CC Le Dunois           | 26,60            | Fraction : 239 (2022) Commune : 273 (2022) | 10                 | modifier les données · modifier les données |
| Parnay                                | 18177      | CC Le Dunois           | 17,28            | 50 (2022)                                  | 2,9                | modifier les données · modifier les données |
| Le Pondy                              | 18183      | CC Le Dunois           | 6,63             | 154 (2022)                                 | 23                 | modifier les données · modifier les données |
| Raymond                               | 18191      | CC Le Dunois           | 9,24             | 175 (2022)                                 | 19                 | modifier les données · modifier les données |
| Sagonne                               | 18195      | CC Les Trois Provinces | 18,85            | 188 (2022)                                 | 10,0               | modifier les données · modifier les données |
| Saint-Aignan-des-Noyers               | 18196      | CC Les Trois Provinces | 10,95            | 74 (2022)                                  | 6,8                | modifier les données · modifier les données |
| Saint-Denis-de-Palin                  | 18204      | CC Le Dunois           | 30,51            | 278 (2022)                                 | 9,1                | modifier les données · modifier les données |
| Saint-Germain-des-Bois                | 18212      | CC Le Dunois           | 29,00            | 614 (2022)                                 | 21                 | modifier les données · modifier les données |
| Saint-Pierre-les-Étieux               | 18231      | CC Cœur de France      | 27,34            | 744 (2022)                                 | 27                 | modifier les données · modifier les données |
| Sancoins                              | 18242      | CC Les Trois Provinces | 53,52            | 2 941 (2022)                               | 55                 | modifier les données · modifier les données |
| Thaumiers                             | 18261      | CC Le Dunois           | 27,33            | 392 (2022)                                 | 14                 | modifier les données · modifier les données |
| Vereaux                               | 18275      | CC Les Trois Provinces | 22,96            | 137 (2022)                                 | 6,0                | modifier les données · modifier les données |
| Vernais                               | 18276      | CC Cœur de France      | 25,84            | 184 (2022)                                 | 7,1                | modifier les données · modifier les données |
| Verneuil                              | 18277      | CC Le Dunois           | 11,04            | 35 (2022)                                  | 3,2                | modifier les données · modifier les données |
| Canton de Dun-sur-Auron               | 1809       |                        |                  | 14 623 (2022)                              |                    | modifier les données                        |

## Démographie

### Démographie avant 2015
| 1962  | 1968  | 1975  | 1982  | 1990  | 1999  | 2006  | 2011  | 2012  |
| ----- | ----- | ----- | ----- | ----- | ----- | ----- | ----- | ----- |
| 7 279 | 7 055 | 6 947 | 6 844 | 6 815 | 6 399 | 6 199 | 7 018 | 6 847 |

### Démographie depuis 2015
En 2022, le canton comptait 14 623 habitants, en évolution de −5,79 % par rapport à 2016 (Cher : −2,48 %, France hors Mayotte : +2,11 %).
| 2013   | 2018   | 2022   |
| ------ | ------ | ------ |
| 16 034 | 15 135 | 14 623 |